# Bauhinia verrucosa
Bauhinia verrucosa är en ärtväxtart som beskrevs av Julius Rudolph Theodor Vogel. Bauhinia verrucosa ingår i släktet Bauhinia och familjen ärtväxter. Inga underarter finns listade i Catalogue of Life.